# Batalla de Pavía
La batalla de Pavía se libró el 24 de febrero de 1525 entre el ejército francés al mando del rey Francisco I y las tropas germano-españolas del emperador Carlos V, con victoria de estas últimas, en las proximidades de la ciudad italiana de Pavía.

## Antecedentes
En el primer tercio del siglo XVI, Francia se veía rodeada por las posesiones de la Casa de los Habsburgo. Esto, unido a la obtención del título de Emperador del Sacro Imperio Romano Germánico por parte de Carlos I de España en 1520, puso a la monarquía francesa contra las cuerdas.
Francisco I de Francia, que también había optado al título, vio la posibilidad de una compensación anexándose un territorio en litigio, el ducado de Milán.
A partir de ahí, se desarrollaría una serie de contiendas de 1521 al 1524 entre la corona Habsburgo de Carlos V y la Corona francesa de la Casa de Valois.

## Inicio de los enfrentamientos
El 27 de abril de 1522 tuvo lugar la batalla de Bicoca, cerca de Monza. Se enfrentaron  el ejército franco-veneciano, bajo el mando del General Odet de Cominges, Vizconde de Lautrec, con un total de 28 ,000 soldados de estos eran 16 ,000 piqueros suizos, en tanto que del lado del ejército imperial su fuerza era de 18 000 hombres, que estaban bajo el mando del condotiero italiano Prospero Colonna. La victoria aplastante de los tercios españoles sobre los mercenarios suizos hizo que en castellano la palabra «bicoca» pasara a ser sinónimo de «cosa fácil o barata».
La siguiente batalla se produjo el 30 de abril de 1524, la batalla de Sesia, cerca del río Sesia. Un ejército francés de 40 000 hombres, mandado por Guillaume Gouffier, señor de Bonnivet, penetró en el Milanesado, pero fue igualmente rechazado. Fernando de Ávalos, marqués de Pescara, y Carlos III de Borbón (que recientemente se había aliado con el emperador Carlos V) invadieron la Provenza. Sin embargo, perdieron un tiempo valioso en el sitio de Marsella, lo que propició la llegada de Francisco I y su ejército a Aviñón y que propició que las tropas imperiales se retiraran.
El 25 de octubre de 1524, el propio rey Francisco I cruzó los Alpes y a comienzos de noviembre entraba en la ciudad de Milán (poniendo a Louis II de la Trémoille, como gobernador) después de haber arrasado varias plazas fuertes. 
Lo que llevó a que las tropas españolas evacuaran Milán y se refugiaran en Lodi y otras plazas fuertes. 1,000 soldados españoles, 5,000 lansquenetes alemanes y 300 jinetes pesados, mandados todos ellos por Antonio de Leyva, se atrincheraron en la ciudad de Pavía. 
Los franceses sitiaron la ciudad con un ejército de aproximadamente 30 ,000 hombres y una poderosa artillería compuesta por 53 piezas. Durante el asedio, los hombres del rey de Francia ocuparon y saquearon los numerosos monasterios y pueblos que se encontraban fuera de los muros de Pavía.
El grueso de las tropas de Francisco I (incluidos los lansquenetes suizos de la banda negra) se desplegó en la zona Oeste de la ciudad, cerca de San Lanfranco (donde se instaló Francisco I) y de la basílica de San Salvatore, mientras que la infantería y grupos mercenarios de caballeros acuartelados al Este de Pavía, entre el monasterio de San Giacomo della Vernavola, el de Santo Spirito y Gallo, el de San Pietro in Verzolo y la iglesia de San Lazzaro y Galeazzo Sanseverino, con la mayor parte de la caballería pesada, ocuparon el castillo de Mirabello y el parque Visconti al norte de la ciudad.

## El sitio de Pavía
Antonio de Leyva, veterano de la guerra de Granada, supo organizarse para resistir con 6300 hombres más allá de lo que el enemigo esperaba, además del hambre y las enfermedades. Mientras tanto, otras guarniciones imperiales veían cómo el enemigo reducía su número para mandar tropas a Pavía. Mientras los franceses aguardaban la capitulación de Antonio de Leyva, recibieron noticias de un ejército que bajaba desde Alemania para apoyar la plaza sitiada. Más de 15 000 lansquenetes alemanes y austríacos, bajo el mando de Jorge de Frundsberg, tenían órdenes del emperador Carlos V de poner fin al sitio y expulsar los franceses del Milanesado. Francisco I decidió dividir sus tropas: ordenó que parte de ellas se dirigieran a Génova y Nápoles e intentaran hacerse fuertes en estas ciudades. Mientras, en Pavía, los mercenarios alemanes y suizos comenzaban a sentirse molestos porque no recibían sus pagas. Los generales españoles empeñaron sus fortunas personales para pagarlas. Viendo la situación de sus oficiales, los arcabuceros españoles decidieron que seguirían defendiendo Pavía, aún sin cobrar sus pagas.
Sin embargo, incluso en la ciudad la situación empezaba a ser preocupante: las reservas de víveres comenzaban a agotarse y, sobre todo, faltaba dinero para pagar los sueldos de los lansquenetes. Para solucionar el problema, el incansable Antonio de Leyva hizo reabrir la casa de moneda, requisó oro y plata a los cuerpos eclesiásticos urbanos, a la universidad y a los ciudadanos más adinerados, llegando incluso a donar sus propias platerías y joyas, e hizo acuñar monedas para pagar los soldados.

El parque Visconti, en el que tuvo lugar la batalla.

A mediados de enero de 1525 llegaron los refuerzos bajo el mando de Fernando de Ávalos, marqués de Pescara, Carlos de Lannoy, virrey de Nápoles y Carlos III, condestable de Borbón. Fernando de Ávalos consiguió capturar el puesto avanzado francés de San Angelo, cortando las líneas de comunicación entre Pavía y Milán. 
Finalmente llegaron los refuerzos imperiales a Pavía, compuestos por 13 000 infantes alemanes, 6000 españoles y 3000 italianos con 2300 jinetes y 17 cañones, los cuales abrieron fuego el 24 de febrero de 1525. Los franceses decidieron resguardarse y esperar, sabedores de la mala situación económica de los imperiales y de que pronto los sitiados serían víctimas del hambre. Sin embargo, atacaron varias veces con la artillería los muros de Pavía. Pero las tropas desabastecidas, lejos de rendirse, comprendieron que los recursos se encontraban en el campamento francés, después de una arenga pronunciada por Antonio de Leyva.
En la noche del 23 de febrero, las tropas imperiales de Carlos de Lannoy, que habían acampado fuera del muro este del Parque Visconti, comenzaron su marcha hacia el norte a lo largo de los muros. Aunque Konstam indica que al mismo tiempo, la artillería imperial inició un bombardeo de las líneas de asedio francesas -que se había convertido en rutina durante el asedio prolongado- para ocultar el movimiento de Lannoy, Juan de Oznaya (soldado que participó en la batalla y escribió al respecto en 1544) indica que en ese momento, las tropas imperiales prendieron fuego a sus tiendas para inducir a error a los franceses haciéndoles creer que se retiraban. Mientras tanto, los ingenieros imperiales trabajaron rápidamente para crear una brecha en los muros del parque, en Porta Pescarina, cerca del pueblo de San Genesio, a través de la cual podría entrar el ejército imperial. Posteriormente conquistaría a los franceses el castillo de Mirabello.

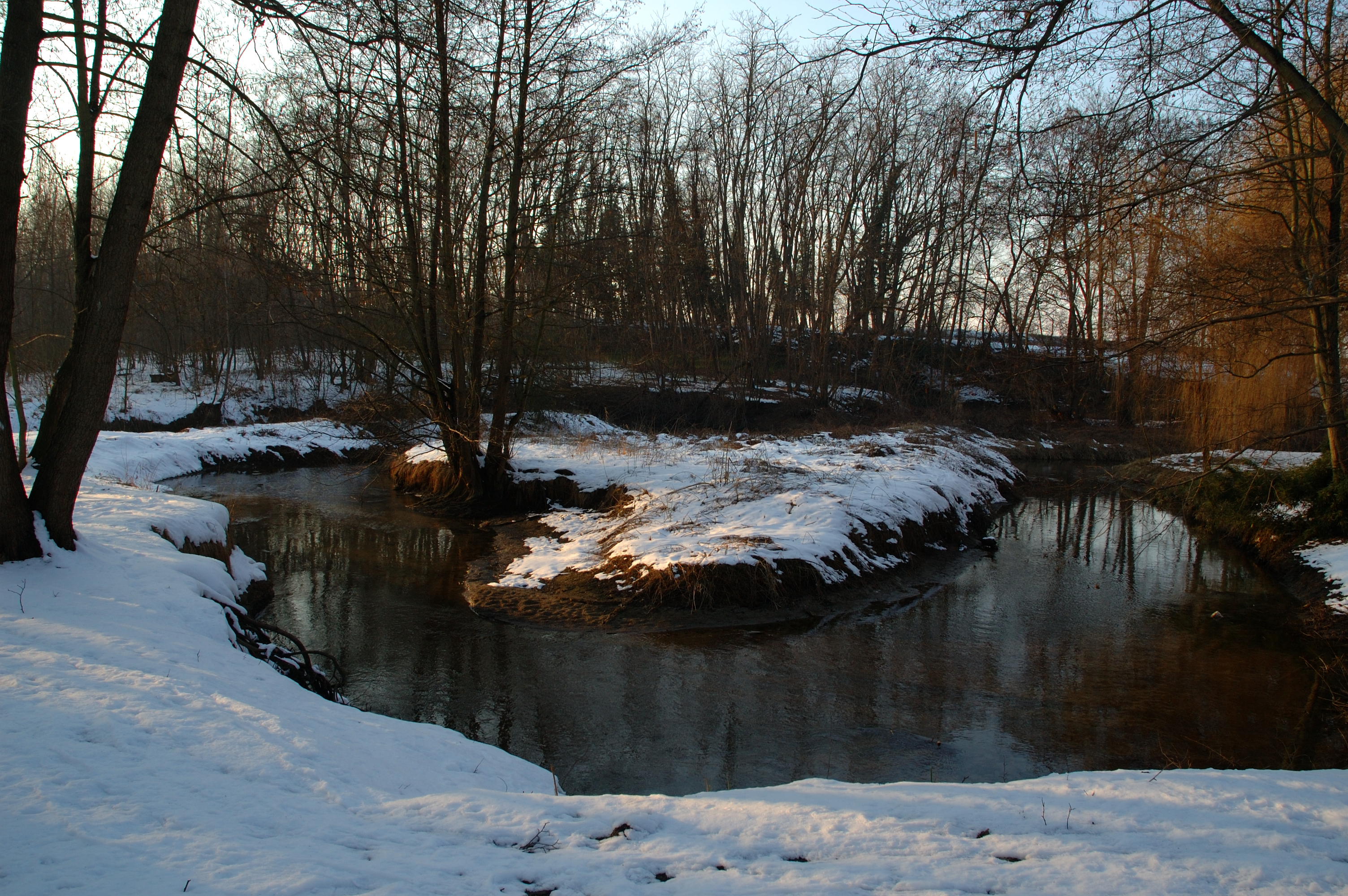
En la parte central del Parque Visconti se encuentra ahora el Parque Vernavola, a lo largo de estas orillas, cubiertas por la maleza, los arcabuceros españoles diezmaron a la caballería francesa.

Mientras tanto, un destacamento de caballería francesa al mando de Charles Tiercelin se encontró con la caballería imperial y comenzó una serie de escaramuzas con ellos. Una masa de piqueros suizos al mando de Robert de la Marck, Seigneur de la Flourance se acercó para ayudarlos, invadiendo una batería de artillería española que había sido arrastrada al parque. Echaron de menos a los arcabuceros de De Basto, que a las 6:30 a. m. habían salido del bosque cerca del castillo y lo habían invadido rápidamente, y tropezaron con 6.000 lansquenetes de Georg Frundsberg. A las 7:00 a. m., se había desarrollado una batalla de infantería a gran escala no lejos de la brecha original.
Formaciones de piqueros flanqueados por la caballería comenzaron abriendo brechas entre las filas francesas. Los tercios y lansquenetes formaban de manera compacta, con largas picas protegiendo a los arcabuceros. De esta forma, la caballería francesa caía al suelo antes de llegar incluso a tomar contacto con la infantería.
Los franceses consiguieron anular la artillería imperial, pero a costa de su retaguardia. En una arriesgada decisión, Francisco I ordenó un ataque total de su caballería. Según avanzaban, la propia artillería francesa —superior en número— tenía que cesar el fuego para no disparar a sus hombres. Los 3000 arcabuceros de Alfonso de Ávalos dieron buena cuenta de los caballeros franceses, creando desconcierto entre estos. Mientras Carlos de Lannoy al mando de la caballería y Fernando de Ávalos al mando de la infantería, luchaban ya contra la infantería francesa mandada por Francois de Lorena y Ricard de la Pole.

## La victoria imperial
En ese momento, Leyva sacó a sus hombres de la ciudad para apoyar a las tropas que habían venido en su ayuda y que se estaban batiendo con los franceses, de forma que los franceses se vieron atrapados entre dos fuegos que no pudieron superar. Los imperiales empezaron por rodear la retaguardia francesa —mandada por el duque de Alenzón— y cortarles la retirada. Aunque agotados y hambrientos, constituían una muy respetable fuerza de combate. Guillaume Gouffier de Bonnivet, el principal consejero militar de Francisco, se suicidó (según Brantôme, al ver el daño que había causado, deliberadamente buscó una muerte heroica a manos de las tropas imperiales). Los cadáveres franceses comenzaban a amontonarse unos encima de otros. Los demás, viendo la derrota, intentaban escapar. Al final las bajas francesas ascendieron a 8000 hombres.

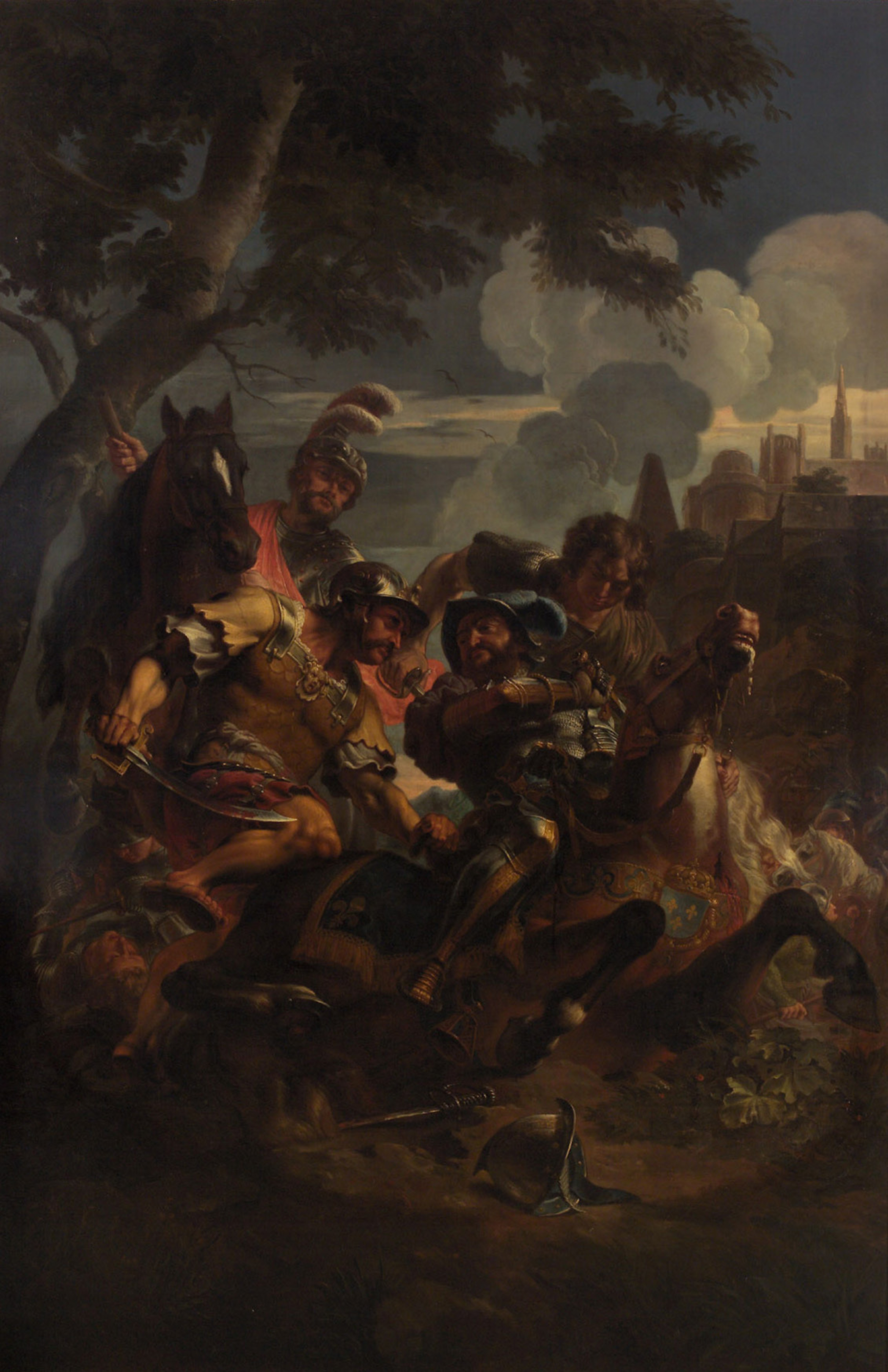
Captura del Rey Francisco I en la Batalla de Pavía (1681), por Jan Erasmus Quellinus, Kunsthistorisches Museum.

Deshecha la caballería francesa por la caballería hispano-imperial y los arcabuceros españoles, el rey de Francia huía a caballo cuando tres hombres de armas españoles lo alcanzaron rodeándolo. Le mataron el caballo y lo derribaron a tierra. Fueron el vasco Juan de Urbieta, el gallego Alonso Pita da Veiga y el granadino Diego Dávila. Pita da Veiga le tomó la manopla izquierda de su arnés y una banda de brocado que traía sobre las armas, con cuatro cruces de tela de plata y un crucifijo de la Veracruz. Diego Dávila le arrebató el estoque y la manopla derecha. Caído el rey a tierra, se apearon Urbieta y Pita da Veiga, le alzaron la vista y les dijo que era el rey, que no lo matasen.
"(...) y allegado yo (Alonso Pita da Veiga) por el lado izquierdo le tomé la manopla y la banda de brocado con quatro cruces de tela de plata y en medio el cruçifixo de la veracruz que fue de carlomanno y por el lado derecho llegó luego Joanes de orbieta y le tomó del braço derecho y diego de ávila le tomó el estoque y la manopla derecha y le matamos el caballo y nos apeamos Joanes e yo y allegó entonces Juan de Sandobal y dixo a diego de ávila que se apease e yo le dixe que donde ellos e yo estábamos no eran menester otro alguno y preguntamos por el marqués de pescara para se lo entregar y estando el Rey en tierra caydo so el caballo le alçamos la vista y él dixo que era el Rey que no le matásemos y de allí a media ora o más llegó el viso rey que supo que le teníamos preso y dixo que el era viso Rey y que él avía de tener en guarda al Rey e yo le dixe que el Rey era nuestro prisionero y que él lo tubiese en guarda para dar quenta del a su magestad y entonçes el viso Rey lo llebantó y llegó allí monsiur de borbón y dixo al Rey en francés aquí está vuestra alteza y el Rey le Respondió vos soys causa que yo esté aquí y mosiur de borbón respondió vos mereçeys vien estar aquí y peor de los que estays y el viso Rey Rogó a borbón que callase y no halase más al Rey/ y el Rey cabalgó en un quartago Ruçio y lo querían llebar a pavía y el dixo al viso rey que le Rogaba que pues por fuerça no entrara en pavía que aora lo llebasen al monesterio donde él abía salido (...)".

## Consecuencias
En la batalla murieron comandantes franceses como Bonnivet, Luis II de La Tremoille, La Palice, Suffolk, Galeazzo Sanseverino y Francisco de Lorena, y otros muchos fueron hechos prisioneros, como el condestable Anne de Montmorency y Robert III de la Marck.

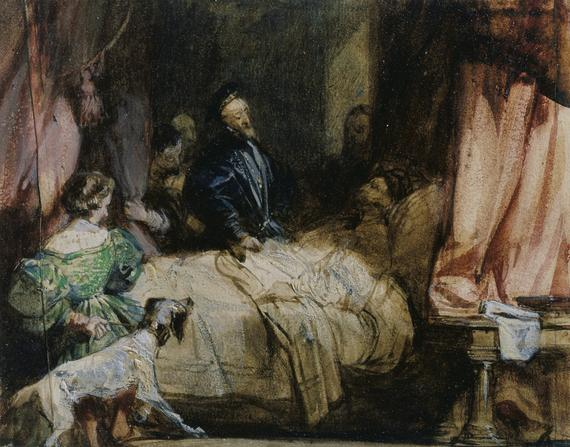
Carlos V visitando a Francisco I después de la batalla de Pavía, por Richard Parkes Bonington (acuarela sobre papel de 1827).

Tras la batalla Francisco I fue llevado a Madrid, donde llegó el 12 de agosto, quedando custodiado en la Casa y Torre de los Lujanes. La posición de Carlos V fue extremadamente exigente, y Francisco I firmó en 1526 el Tratado de Madrid. Francisco I renunciará al Milanesado, Nápoles, Flandes, Artois y Borgoña.
Cuenta la leyenda que en las negociaciones de paz y de liberación de Francisco I, el emperador Carlos V renunció a usar su lengua materna (francés borgoñón) y la lengua habitual de la diplomacia (italiano) para hablar por primera vez de manera oficial en Idioma español[cita requerida].
Posteriormente Francisco I se alió con el Papado para luchar contra la Monarquía Hispánica y el Sacro Imperio Romano Germánico, lo que produjo que Carlos V atacara y saqueara Roma en 1527 (Saco de Roma).
En la actualidad se sabe que Francisco I no estuvo en el edificio de los Lujanes, sino en el Alcázar de los Austrias que, tras un incendio, fue sustituido por el actual Palacio Real de Madrid. Carlos V se desvivió por lograr que su "primo" Francisco se sintiera cómodo y lleno de atenciones.

## El campo de batalla hoy
Gran parte de la batalla tuvo lugar dentro de la inmensa reserva de caza de los duques de Milán, el Parque Visconti, que se extendía por más de 2.200 hectáreas. El Parque Visconti ya no existe, la mayor parte de sus bosques fueron cortados entre los siglos XVI y XVII para dar cabida a los campos, sin embargo sobreviven tres reservas naturales que pueden considerarse herederas del parque, son la garza de la Carola, que de Porta Chiossa y el Parque Vernavola, que ocupan una superficie de 148 hectáreas. En particular, algunos de los episodios más importantes de la batalla tuvieron lugar dentro del parque Vernavola, que se extiende al suroeste del Castillo de Mirabello.

Cerca del parque, en 2015, se encontraron dos balas de cañón durante unos trabajos agrícolas, probablemente disparadas por la artillería francesa. Aunque mutilado parcialmente durante los siglos XVIII y XIX, cuando se transformó en una granja, el Castillo de Mirabello, antigua sede del capitán ducal del parque, sigue en pie hoy a poca distancia de Vernavola y conserva en su interior algunos elementos decorativos curiosos (chimeneas, frescos y vidrieras) aún no suficientemente restauradas y estudiadas, en estilo gótico tardío francés, añadidas a la estructura del período Sforza durante la primera dominación francesa del Ducado de Milán (1500-1513). 

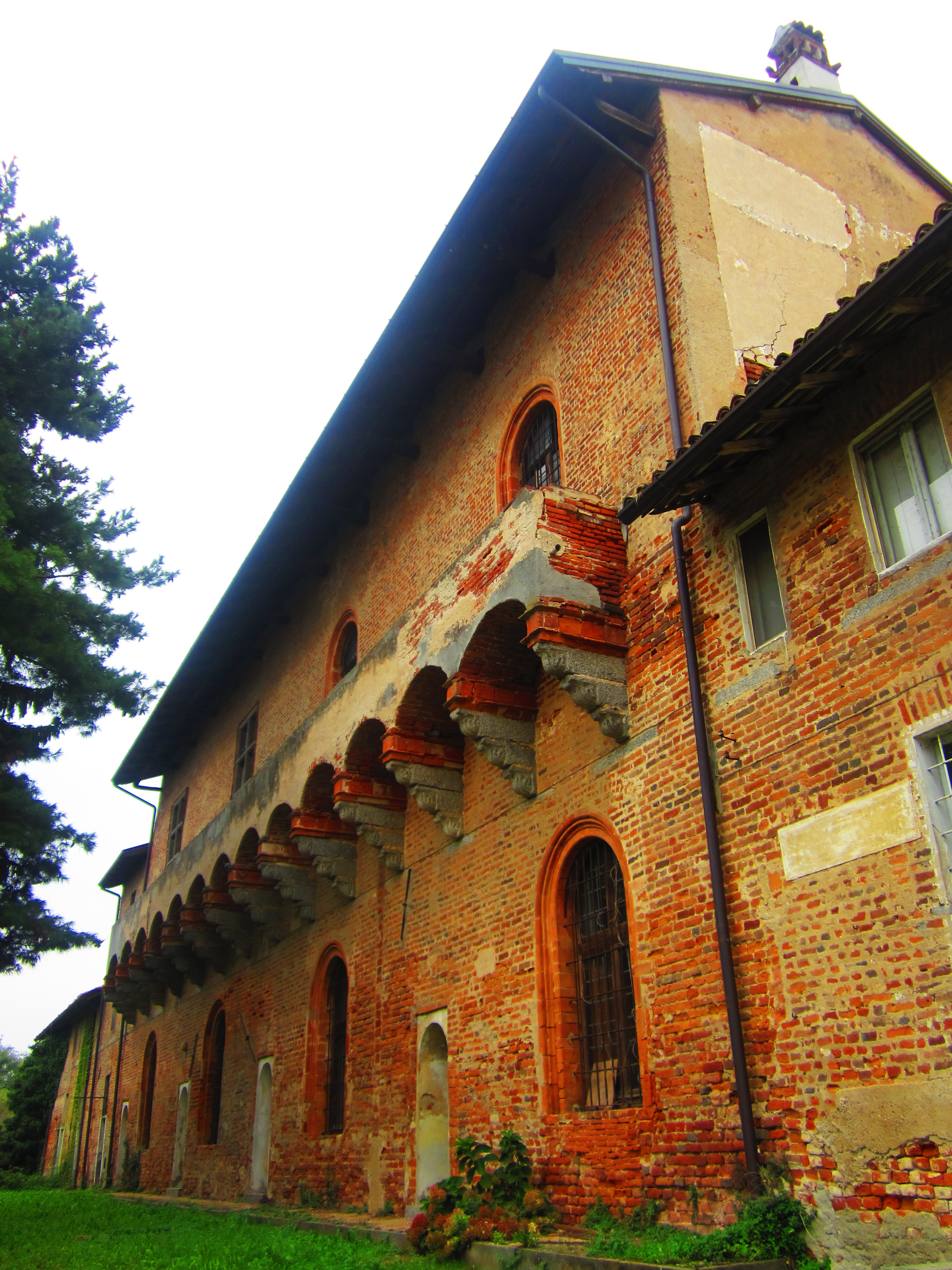
Castillo de Mirabello.

 Unos dos kilómetros al norte, por la carretera Cantone Tre Miglia, se encuentra la masía Repentita, donde fue capturado Francisco I y, según la tradición, fue alojado. El conjunto aún conserva partes de la mampostería del siglo XV y una inscripción colocada en el muro exterior recuerda el acontecimiento.
En la cercana localidad de San Genesio ed Uniti en vía Porta Pescarina quedan algunos restos de la puerta del parque donde, en la noche del 23 al 24 de febrero de 1525, los imperiales hicieron las tres brechas que dieron inicio a la batalla. Menos evidentes son las huellas de la batalla de Pavía: las murallas de la ciudad, que defendían la ciudad durante el asedio, fueron sustituidas, a mediados del siglo XVI, por robustos baluartes, parcialmente conservados. En cambio, además del Castillo Visconti (donde se conserva la lápida de Eitel Friedrich III, Conde de Hohenzollern, capitán del Landsknechte), dos puertas de las murallas medievales: Porta Nuova y Porta Calcinara. 
Las afueras del este de Pavía albergan algunos monasterios (casi todos ahora desconsagrados) que albergaron a los mercenarios suizos y alemanes de Francisco I, como el monasterio de Santi Spirito y Gallo, el de San Giacomo della Vernavola, el de San Pietro in Verzolo y la iglesia de San Lazzaro, mientras que en la occidental se encuentra la iglesia de San Lanfranco (donde se asentó Francisco I) y la basílica de Santissimo Salvatore. En la iglesia de San Teodoro hay un gran fresco que representa la ciudad durante el asedio de 1522, en él, con cierta riqueza de detalles, se representa Pavía y sus alrededores, tal y como debían ser en el momento de la batalla.